# カール・フリードリヒ (バーデン大公)

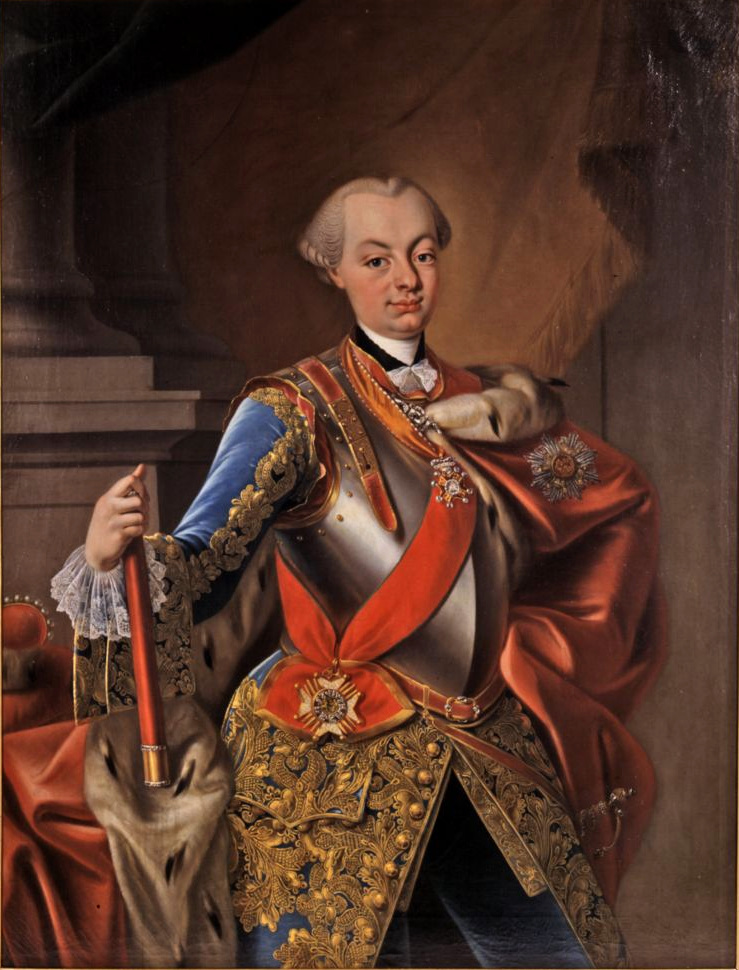
バーデン大公カール・フリードリヒ

カール・フリードリヒ（Karl Friedrich, 1728年11月22日 - 1811年6月10日）は、バーデン＝ドゥルラハ辺境伯（在位：1738年 - 1771年）、バーデン辺境伯（在位：1771年 - 1803年）、バーデン選帝侯（在位：1803年 - 1806年）、初代バーデン大公（在位：1806年 - 1811年）。

## 生涯
バーデン＝ドゥルラハ辺境伯カール3世の次男フリードリヒとオラニエ公ヨハン・ウィレム・フリーゾの娘アマーリエの子として、カールスルーエで生まれた。
1732年に父が死去、1738年に祖父も亡くなったため、バーデン＝ドゥルラハ辺境伯領を継承した。但し、幼少のため父の従弟に当たるカール・アウグストが1746年まで後見人となった。1771年、バーデン＝バーデン辺境伯アウグスト・ゲオルクが子の無いまま死去、遺領を相続して統合、バーデン辺境伯となった。名君とされており、学校、大学、法学校、公的サービス、経済・文化、都市開発を支援した。また、1767年に拷問を、1783年には農奴制を廃止した。 
1803年に選帝侯となったが、神聖ローマ帝国自体が1806年に消滅したため、選帝権を行使することは名実共になかった。大臣ライツェンシュタインの政治的手腕によって、バーデンはコンスタンツ司教座、バーゼル司教座、シュトラスブルク司教座、シュパイヤー司教座、ブライスガウ、オルテナウ、プファルツ選帝侯領東部を獲得し、帝国消滅の年にバーデン大公国が成立、ライン同盟に加盟した。1811年に死去、孫のカールが大公位を継いだ。

## 家族
1751年、カロリーネ・ルイーゼ・フォン・ヘッセン＝ダルムシュタット（ヘッセン＝ダルムシュタット方伯ルートヴィヒ8世の娘）と結婚。5子をもうけた。
- カール（1755年 - 1801年） - 世子であったが父親に先立った。大公カールの父。
- フリードリヒ（1756年 - 1817年） - ルイーゼ・フォン・ナッサウ＝ウージンゲンと結婚
- ルートヴィヒ（1763年 - 1830年） - バーデン大公
- 男児（1764年、夭折）
- ルイーゼ・アウグステ（1767年、夭折）

1783年にカロリーネが死んだ後、1787年にカール・フリードリヒはルイーゼ・カロリーネ・フォン・ガイヤースベルクと再婚した。この結婚は貴賤結婚とみなされ、ルイーゼの生んだ子供達には大公位継承権は与えられなかった。ルイーゼはホフベルク伯爵夫人の称号を授けられ、彼女との子供達がこの称号を継承した。
- レオポルト（1790年 - 1852年） -　バーデン大公
- ヴィルヘルム（1792年 - 1859年）
- フリードリヒ・アレクサンダー（1793年、夭折）
- アマーリエ（1795年 - 1869年） - フュルステンベルク公カール・イーゴン2世と結婚
- マクシミリアン（1796年 - 1882年）

1817年、カール・フリードリヒと最初の妃カロリーネとの間の血統は、第2代大公カールに男子がいないことから断絶が決定的になった。当時の相続法によってバイエルン王マクシミリアン1世にバーデン大公国が継承されることを避けるため、大公カールは継承権をホフベルク伯爵夫人ルイーゼの生んだ子供達にも与えることとした。彼らはこの時から、大公子及び大公女の称号を授けられた。彼らの継承権は1818年の憲法に明記され、これをバイエルン、フランクフルト条約の調印国などが承認した。そしてカール・フリードリヒとルイーゼ・フォン・ガイヤースベルクとの間の長男レオポルトが1830年に大公位を継いだ。
ウィレム4世 : 叔父 - 1728年から1751年までのオラニエ公兼オランダ総督(1747年-1751年)。
ウィレム5世 : 従弟 - 1751年から1802年までのオラニエ公兼オランダ総督(1751年-1795年)。